# 우즈베키스탄 정부
우즈베키스탄 공화국 정부(우즈베크어: O'zbekiston Respublikasining Hukumati, Узбекистон Республикасининг Ҳукумати)는 우즈베키스탄의 정부이다. 정부 구성원은 대통령, 총리, 각 부처 장관, 차관로 구성된다.
우즈베키스탄 공화국은 행정부, 입법부, 사법부가 삼권분립을 이루고 있다.

## 입법부
우즈베키스탄의 입법부는 우즈베키스탄 최고회의이다.

## 행정부
우즈베키스탄 행정부의 수반은 대통령이다.